# Romeo (voornaam)
Romeo is de Italiaanse vorm van de laat-Latijnse naam Romaeus, die "een pelgrim naar Rome" betekent. Het Portugese Romario en Spaanse Romero hebben dezelfde betekenis. Romeo is het best bekend van de held van Shakespeares tragedie 'Romeo en Julia'.